# أنخيل مورينو (لاعب كرة قدم)
أنخيل مورينو (بالإسبانية: Ángel Moreno Morcillo)‏ هو لاعب كرة قدم إسباني في مركز الدفاع، ولد في 2 ديسمبر 1997 في لا رودا في إسبانيا. لعب مع نادي ألباسيتي.

## وصلات خارجية
- أنخيل مورينو على موقع قاعدة بيانات كرة القدم.إي يو (الإنجليزية)
- أنخيل مورينو على موقع Soccerway.com (الإنجليزية)